# Hans Bucher (Maler, 1929)
Hans Gregor Bucher (* 28. Februar 1929 in Fridingen an der Donau; † 6. Oktober 2002 in Sigmaringen) war deutscher Kunstmaler, Malermeister, Restaurator und Gastwirt des Scharf-Eck in Fridingen. Er war Heimatforscher und Denkmalpfleger sowie der Initiator des im Ifflinger Schloss neu errichteten Fridinger Heimatmuseums und jahrzehntelang dessen ehrenamtlicher Leiter. Er war sowohl Heimat- und Brauchtumspfleger als auch Kämpfer für Belange des Natur- und Denkmalschutzes. So legte er für die Naturbühne Steintäle den Grundstein, zeichnete Bühnenbilder, führte bei vielen Stücken Regie und spielte selbst gerne Theater mit. Er war vehementer Gegner, als es in den 1970er-Jahren darum ging, alte Fachwerkhäuser abzureißen. Hans Bucher ist hauptsächlich als der Maler des Oberen Donautals bekannt geworden.

## Leben
Hans Bucher entstammt der Künstlerfamilie Bucher. Sein Onkel war der Fridinger Zeichner, Maler und Buchillustrator Franz Xaver Bucher (1899–1959), der „Eck-Xaver“, wie ihn die Fridinger nannten.
Bucher studierte ab 1949 an der berühmten Bernsteinschule, einer privaten Kunstschule im ehemaligen Kloster Bernstein bei Sulz am Neckar. Er war später an der Kunstakademie Stuttgart Meisterschüler von Hermann Sohn und schließlich Student an der Kunstakademie München. Mit den Tendenzen und Stilentwicklungen der Nachkriegszeit war er vertraut, entwickelte aber frühzeitig seine eigene künstlerische Identität in der Abkehr vom Akademiebetrieb.
Zur zeitgenössischen abstrakten Kunst stand Hans Bucher in einem zwar interessierten, aber deutlich distanzierten Verhältnis. Nach dem Studium kehrte er 1955 in seine Heimatstadt Fridingen zurück, wo er in einem der schönsten und ältesten Bürgerhäuser der Stadt, im „Scharf Eck“, sein Wohnhaus bezog. Hier entdeckte und vertiefte er seine Liebe zur Landschaftsmalerei, jener damals vielfach totgesagten Kunstgattung, der Bucher als einer der letzten im ausgehenden 20. Jahrhundert noch einmal zu überzeugender Kraft verhelfen sollte.
Hier hatte er auch sein Atelier, eine Rahmen- und Vergoldungswerkstatt und eine Gastwirtschaft. Zwischen 1956 und 1996 hat Bucher in kraftvoll farbenfreudiger Ölmalerei auf die Sinneseindrücke im Donautal reagiert. Bis zu seinem Tod am 6. Oktober 2002 war er als Künstler, Malermeister und Restaurator tätig.

## Werke
Buchers beeindruckendes künstlerisches Lebenswerk ist gleichsam im Verborgenen entstanden. Erst in seinen späten Jahren ist er einem größeren Publikum als Maler des Donautals bekannt geworden. Mit seinen expressiv-realistischen Bildern hat Bucher wie kaum ein anderer Künstler seiner Generation der schon vergessen geglaubten Landschaftsmalerei noch einmal neuen Glanz und überzeugende Kraft verliehen. Neben Motiven aus dem oberen Donautal und dem Hegau war es über viele Jahrzehnte hinweg auch immer wieder die Heimatstadt Fridingen, die Bucher zu künstlerischer Gestaltung inspirierte. Viele seiner unverwechselbaren Fridinger Ansichten sind seit der Eröffnung des Künstlerhauses Scharf Eck im Jahr 2008 in der Dauerausstellung des Museums zu sehen.

## Würdigung
Nach dem Tod von Hans Bucher stand das „Scharf Eck“ leer. Deshalb gründeten die Erben gemeinsam mit der Stadt Fridingen die Hans-Bucher-Stiftung. Seit 2007 ist das Künstlerhaus Scharf Eck als Museum der Öffentlichkeit zugänglich. Auf drei Etagen bekommt der Besucher Einblick in die Künstlerfamilie Bucher, die über drei Generationen das „Scharf Eck“ bewohnte. Hauptsächlich ist das Museum dem Leben und dem Werk Hans Buchers gewidmet. Ein kleiner Raum der Dauerausstellung erinnert auch an seinen Onkel, den Zeichner Franz Xaver Bucher.
Neben Galerieräumen bestimmen vor allem authentisch belassene Wohn-, Atelier- und Werkstatträume und nicht zuletzt auch die weiterhin bestehende urige Gastwirtschaft im Erdgeschoss den Reiz dieses stimmungsvollen Künstlerhauses als „Gesamtkunstwerk“.